# Orthetrum lineostigma
Orthetrum lineostigma is een libellensoort uit de familie van de korenbouten (Libellulidae), onderorde echte libellen (Anisoptera).
De wetenschappelijke naam Orthetrum lineostigma is voor het eerst geldig gepubliceerd in 1886 door Selys.